# 蝉纹
蝉纹是常见于商代青铜器表面的一种纹饰。

## 蝉纹的分类

### 无足蝉纹
无足蝉纹，在蝉纹中占相当一部分。其形体也是富于变化的，按其形体的不同，大体可分为：无翅式无足蝉纹、有翅式无足蝉纹两类。无翅式无足蝉纹又可分为“心形”吻无足蝉纹、“箭头形”吻无足蝉纹和“羊角形”吻无足蝉纹三种。

#### “心形”吻无足蝉纹
此蝉纹的吻部刻画似心形，其体节有所不同，多数躯体的上部是由两个单线相对云纹围成，有的是用两对相对的云纹组成，在云纹的下部，有一个三角形图案和云纹相对应。另外一种是在两个相对云纹围成的躯体下部，用波折纹组成体节，其体节有多有少。

#### “箭头形”吻无足蝉纹
此蝉纹的吻部似箭头形，多数情况下，蝉纹的头与体为分离式，在头与体之间用一小三角形或顶端开口的菱形图案相联结。多数躯体的上部是由两个单线相对云纹围成，有的是用两对相对的云纹组成，在云纹的下部，多为一个三角形图案和云纹相对应组成体节。

#### “羊角形”吻无足蝉纹
此蝉纹的吻部似羊角形，两目突出，体节由波折纹组成。如新乡博物馆收藏一件商代晚期的鼎，口微敛，方唇，方形子环耳，鼓腹，圆底，柱足。颈饰三组夔纹，间以小扉棱，在其腹部饰一周蝉纹，刻画在蕉叶纹中。整个蝉纹细长，中有扉棱，吻部似羊角形，两目突出，体部由波折纹组成。有翅式无足蝉纹多以浮雕的形式出现，多数吻呈心形突出于外，眼呈椭圆形，体部铸出双翅来表现体部，具有较强的写实性。如妇好墓出土的一件小方击，在其口沿下有一蝉纹，整个蝉纹短胖，大眼突出，圆吻，头翼分界处有三条弦纹，双翼相连。另外，1976年安阳殷墟出土的一件方孔斗，在其柄面上有一蝉纹，体态稍长，大头，圆吻，圆目，两翼分开，尾部由多个菱形图案组成。

### 两足蝉纹
两足蝉纹，有两种形态。其一，两足从蝉的颈部伸向前方，与头部平行。殷墟早期YM331号墓出土的一件鼎，在其腹部饰有蝉纹，蝉纹的形态较为奇特，椭方头、头两侧尖出形成双角，唇部刻画为一条线，无体节，两足从颈部伸向前方，与头部平行。 其二，两足从蝉纹的颈部伸向下方，与体部平行。殷墟中期小屯YM238号墓出土的一件提梁卤，在盖纽与提梁连接的盖链处作成一个两足蝉纹，其两足从颈部伸向下方，形成两下足。另外有一件商代青铜饕餮纹蝉纹俎，其俎面上的蝉纹，吻部似箭头，椭圆形大目，两足是由两个细线从颈部伸向下方而形成。体部为波折纹多体节，尾部稍瘦并有一“T'”形。

### 四足蝉纹
四足蝉纹的基本形态为，在蝉的颈部，伸出四足，其中两足朝上，两足朝下。头部、体部与无足、两足蝉纹的形式基本相同。

### 变形蝉纹
变形蝉纹和其他纹饰一样，有刻画简单的，也有刻画繁杂的，但无论如何，变形蝉纹自始至终离不开它的基本特征，即大头、大眼、三角形体廓以及云雷纹或折线纹衬地，整体造型多数呈三角形。

## 蝉纹的象征意义

### 宗教祭祀意义
关于动物纹饰，张光直先生曾说：“在商周之早期，神话中的动物的功能，是发挥在人的世界与祖先及神的世界之沟通上……在古代的中国，作为与死去的祖先之沟通的占卜术，是靠动物骨骼的助力而施行的。礼乐铜器在当时显然用于祖先崇拜的仪式，而且与死后去参加祖先的行列的人一起埋葬。因此，这些铜器上之铸刻着作为人的世界之沟通的媒介的神话性的动物花纹，勿宁说是很不难理解的现象。” 商周青铜器作为礼器，多用于宗教祭祀上，因此青铜器上的纹饰，与鬼神崇拜的宗教信仰息息相关。蝉纹作为动物纹饰中的一种必然也不例外。并且，商周时有“铸鼎象物”的观念，而蝉纹作为主要象征“生命永存”而设计出来的纹饰，就在宗教上显得有其特别的重要意义。

### 政治意义
从蝉纹自身的排列方式以及它与饕餮纹、龙纹、鸟纹等动物的组合来看，其大多采用严格按照器形结构分区和中轴对称的构图方法来表现，在图案构成上属于严谨的格局。这种构图往往给人雄浑、庄严、稳重的感觉，体现了“天命”的威严，也反映出了统治者的政治目的。商周人将动物视为具有无限神力的神灵，动物纹饰被视为巫现沟通天地神的媒介，而贵族是占有此沟通支配者，他们为维护其政治地位及利益，会透过青铜器上肃穆的动物纹饰来宣扬自己的力量，从而达到巩固本身地位及权威的目的。 因此动物纹饰在无形中就强化为统治者的政治力量。张光直先生认为：艺术“与政治权力的追求与传递是有密切关系的” 。李泽厚先生也认为：“各式各样的饕餮纹样及以它为主体的整个青铜器其他纹饰和造型，特征都在突出这种指向一种无限深渊的原始力量，突出在这种神秘威吓面前的畏怖、恐惧、残酷和凶狠……它们之所以具有威吓神秘的力量，不在于这些怪异动物形象本身有如何的威力，而在于以这些怪异形象为象征符号，指向了某种似乎是超世间的权威神力的观念。” 因此青铜器上的动物纹饰，除宗教祭祀意义外，还具有明显的政治意义。例如在江西新干大洋洲出土的一把商代蝉纹短柄翘首铜刀，其身上装饰了一组由11只蝉组成的带状蝉纹，蝉首尾相衔，隙间填以细线卷云纹。整个器物线条流畅，纹路清晰。而据现有考古材料，商代的大刀仅出土于中大型贵族墓中，遗址和小型墓中绝不曾见，可知它是标志器主社会地位和等级特权的礼器。

### 战争保佑意义
商周时代，“国之大事，在祀与戎”。为了国家利益而进行的战争与祭祀祖先、神灵同等重要。因而青铜器也较多用于战争，商周出土的矛、锁以及弓形器等兵器较多。殷墟出土的矛、钱、弓形器上有刻画的蝉纹。如安阳大司空村殷墓出土的一件弓形器在其弓面有蝉纹。蝉纹被刻在兵器上，它反映出商周时期人们对外部世界认识水平的有限以及对战争的敬畏之心。他们乞求神灵，取悦神灵，希望借助神力以支配事物，即使在作战中死去，蝉也能保佑其复生，这大概就是兵器上刻画蝉纹的一种涵义。